# Eric Fonoimoana
Eric Fonoimoana, né le 7 juin 1969 à Manhattan Beach (Californie), est un joueur de beach-volley américain. Il est le frère de la nageuse Lelei Fonoimoana.

## Palmarès
- Jeux olympiques
  -  Médaille d'or en 2000 à Sydney avec Dain Blanton